# Clusia subsessilis
Clusia subsessilis là một loài thực vật có hoa trong họ Bứa. Loài này được Benth. mô tả khoa học đầu tiên năm 1844.